# Hullertingen
Hullertingen is een gehucht dat behoort tot Vliermaal, een deelgemeente van de Belgisch-Limburgse stad Hasselt. Tot 31 december voor de fusie behoorde het tot de voormalige gemeente Kortessem.
Dit gehucht ligt iets ten zuiden van de samenvloeiing van de Mombeek en de Winterbeek in vochtig-Haspengouw.
Op de Mombeek, nabij de Tongersesteenweg, bevond zich een watermolen die fungeerde als oliemolen. Deze molen werd al vermeld in 1291. Ze bleef bestaan tot 1851 en werd toen omgebouwd tot een woonhuis.